# Sebastião Fantoni
Frei Sebastião Fantoni (Palestrina, 1550 – Roma, 1625) foi um padre carmelita italiano. Foi Prior Geral de 1613 a 1625.
Além de doutor em teologia, foi um grande pregador. Ensinou na Universidade Sapienza de Roma. Era provincial da Província Romana dos carmelitas, quando o Papa Paulo V o nomeou vigário geral da Ordem do Carmo, devido à morte do prior geral Henrique Silvio em 1612. Foi eleito prior geral no capítulo de 1613 e reeleito em 1620. Republicou os livros litúrgicos da sua ordem.